# روبرتو رودريغوس باسوس
روبرتو رودريغوس باسوس هو لاعب كرة قدم برازيلي في مركز الهجوم، ولد في 12 مارس 1939 في ريو دي جانيرو في البرازيل. لعب مع نادي فلامنغو.